# Station Gilley
Station Gilley is een spoorweghalte in de Franse gemeente Gilley.
Zij wordt bediend door treinen van het netwerk TER Bourgogne-Franche-Comté op de verbinding Besançon - Morteau - La Chaux-de-Fonds